# Boleslao II di Boemia
Boleslao II, detto il Pio, in ceco Boleslav II. Pobožný (Praga, 930 circa – Praga, 7 febbraio 999), membro della dinastia dei Přemyslid,
fu duca di Boemia dal 972 fino alla sua morte.

## Biografia
Boleslao era un figlio maggiore del duca Boleslao I il Crudele e fratello degli altri tre figli di suo padre sopravvissuti all'età adulta: Strachkvas, Dobrawa (moglie del duca Mieszko I di Polonia) e la badessa Mlada. Sua madre potrebbe essere stata Biagota, una figura misteriosa conosciuta solo dalle sue monete. Secondo alcuni storici, era la moglie di Boleslao I.

### Alleanze
Boleslao II assunse il dominio del ducato di Boemia come kníže (un titolo che potrebbe essere tradotto come duca o principe) alla morte di suo padre nel 972. Come quest'ultimo, Boleslao II inizialmente contrastò i re ottoniani del regno di Germania. Nel 974 lui e il duca (oltre che genero) Miecislao I di Polonia appoggiarono il ribelle e duca Enrico II di Baviera nella guerra civile contro il dominio dell'imperatore Ottone II. Nel 976 Enrico fu sconfitto e fuggì alla corte di Boleslao nel castello di Praga, dopodiché le forze di Ottone fecero una campagna nelle terre della Boemia. Alla fine, nel 978, Boleslao promise solennemente fedeltà all'imperatore alle festività pasquali di Quedlinburg.
Le relazioni con la Polonia peggiorarono da circa 980 in poi. Quando l'Imperatore Ottone II morì nel 983 e gli succedette il figlio minore Ottone III, l'alleanza venne sciolta, in quanto Boleslao si alleò nuovamente con il ribelle Enrico II, mentre Miecislao I prese le parti del giovane re. Inoltre, quando Boleslao occupò il margraviato sassone di Meißen, rovinò i piani del figlio di Miecislao, Boleslao I di Polonia, che aveva sposato una figlia del margravio Rikdag di Meißen. Nel 987 Boleslao dovette ritirarsi da Meißen; dal 990 circa, scatenò un conflitto duraturo con la Polonia intorno alle terre della Slesia e della Piccola Polonia (la guerra polacco-boema). Nel 992 si avvicinò al re Ottone III e partecipò a una campagna senza successo contro le tribù dei Liutici sulla scia della grande rivolta slava del 983.

### L'unificazione delle terre della Boemia

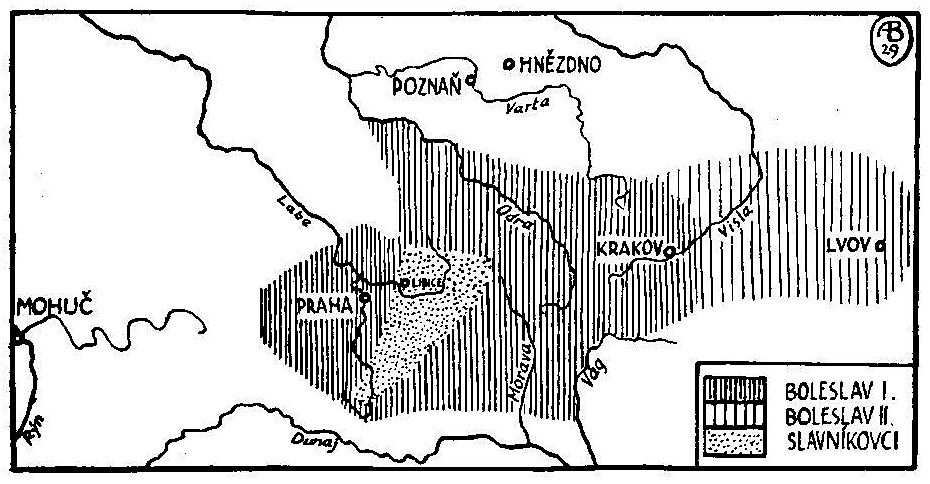
Terre sotto il controllo della Boemia durante il regno di Boleslao I e Boleslao II.

Il regno di Boleslao è particolarmente noto per la fondazione della diocesi di Praga nel 973, grazie al quale ebbe l'epiteto "Il Pio" dal cronista medievale Cosma di Praga. Tuttavia la diocesi di Boemia fu posta in quel momento sotto la giurisdizione dell'arcivescovo di Magonza e l'imperatore Ottone II impose la nomina del monaco sassone Tietmaro (Dětmar) come primo vescovo.
Nel frattempo, la lotta con la rivale dinastia Slavník si riaccese dal 981 in poi, quando il principe Soběslav, nella lotta per l'indipendenza, iniziò a stringere alleanze con i sovrani polacchi e sassoni. Alla morte del vescovo Dětmar nel 982, il fratello di Soběslav, Adalberto (in seguito noto come sant'Adalberto di Praga) fu nominato suo successore fino a quando non abbandonò il suo primato per condurre una missione nelle tribù prussiane nel 994. Il 28 settembre 995 le forze di Boleslao e del clan confederato dei Vršovci assaltarono il castello di Libice nella Boemia meridionale e massacrarono i membri della dinastia Slavník che furono trovati lì. Il brutale trionfo di Boleslao assicurò l'unità della Boemia sotto un unico sovrano. Morì il 9 febbraio 999 venne sepolto nella chiesa di San Giorgio.

## Matrimoni e figli

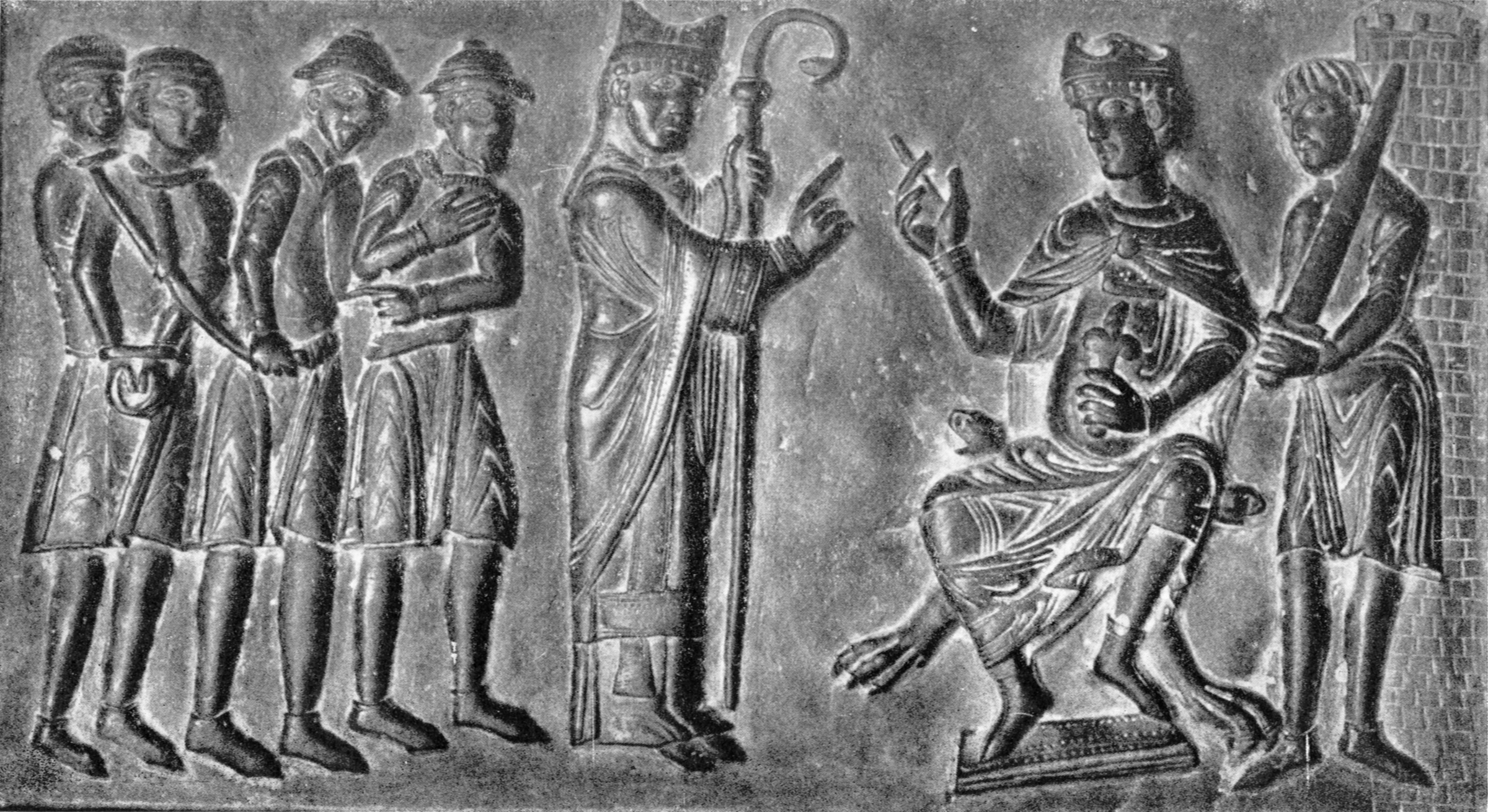
San Adalberto di Praga supplica Boleslao II per il rilascio degli schiavi cristiani, particolare della porta della cattedrale di Gniezno.

La prima moglie di Boleslao, Adiva, potrebbe essere stata una figlia del re inglese Edoardo il Vecchio (Ælfgifu, che sposò "un principe vicino alle Alpi"), sebbene le prove a sostegno di questa ipotesi siano deboli. La sua seconda moglie fu Emma di Mělník. È certo che il figlio maggiore di Boleslao nacque da Adiva, ma la madre degli altri non può essere stabilita con certezza:
- Boleslao III (965 circa-1037), suo figlio maggiore e successore;
- Venceslao, morto da bambino;
- Jaromír (975 circa-1035), divenne duca di Boemia nel 1003;
- Ulrico/Oldřich (975 circa-1034), divenne duca di Boemia nel 1012.

Poco dopo la morte di suo padre, Boleslao III entrò in conflitto con i suoi fratelli e fu deposto nel 1002. Le lotte interne della dinastia dei Přemyslid scossero il ducato di Boemia, finché gli sforzi del duca Ulrico/Oldřich non stabilizzarono il paese.

## Ascendenza
|                       |   |                    | Genitori |  |  | Nonni                 |  |  | Bisnonni            |  |
|                       |   |                    |          |  |  | Vratislao I di Boemia |  |  | Bořivoj I di Boemia |  |
|                       |   |                    |          |  |  | Vratislao I di Boemia |  |  | Bořivoj I di Boemia |  |
|                       |   | Ludmilla di Boemia |          |  |  | Vratislao I di Boemia |  |  |                     |  |
| Boleslao I di Boemia  |   |                    |          |  |  | Vratislao I di Boemia |  |  |                     |  |
|                       |   | Drahomira          | …        |  |  |                       |  |  |                     |  |
|                       |   | Drahomira          | …        |  |  |                       |  |  |                     |  |
|                       |   | Drahomira          | …        |  |  |                       |  |  |                     |  |
| Boleslao II di Boemia |   | Drahomira          |          |  |  |                       |  |  |                     |  |
|                       | … | …                  |          |  |  |                       |  |  |                     |  |
|                       | … | …                  |          |  |  |                       |  |  |                     |  |
|                       | … | …                  |          |  |  |                       |  |  |                     |  |
| Biagota               | … |                    |          |  |  |                       |  |  |                     |  |
|                       |   | …                  | …        |  |  |                       |  |  |                     |  |
|                       |   | …                  | …        |  |  |                       |  |  |                     |  |
|                       |   | …                  | …        |  |  |                       |  |  |                     |  |
|                       |   | …                  |          |  |  |                       |  |  |                     |  |